# The Enigma Birth
The Enigma Birth é o quarto álbum da ópera metal finlandesa Avalon, de Timo Tolkki, lançado em 18 de junho de 2021.
Como no disco anterior, vários cantores de heavy metal foram convidados para interpretar os personagens da história do álbum.
O álbum foi anunciado em 14 de abril de 2021 junto com um vídeo de "Beauty and War" (com Raphael Mendes). No dia 27 do mesmo mês, foi lançado o videoclipe de "Master of Hell", também com a participação de Mendes. Em 10 de maio, Avalon lançou um vídeo para "The Fire and the Sinner" (com Jake E e Brittney Slayes). No dia do lançamento do álbum, um vídeo com a letra de "Beautiful Lie" (com James LaBrie) foi publicado.
De acordo com Timo, ele criou uma quarta parte para a trilogia por obrigações contratuais com a Frontiers Records. Em setembro, ele escreveu por volta de 10 faixas para o álbum e a gravadora escolheu cerca de metade para a lista final; as canções restantes foram escritas por uma equipe de compositores italianos desconhecidos por ele. Ele também afirmou não conhecer a maioria dos convidados, todos sugeridos pela gravadora.

## Recepção da crítica
| Críticas profissionais | Críticas profissionais |
| Avaliações da crítica  | Avaliações da crítica  |
| Fonte                  | Avaliação              |
| ---------------------- | ---------------------- |
| Metal.de               | Positiva               |
| Sonic Perspectives     | 9.4/10                 |

Escrevendo para o Metal.de, Jannik Kleemann elogiou a atuação dos cantores convidados, chamou Tolkki de "um bom guitarrista" que "pode escrever um bom material", mas disse que "a atmosfera de projetos como o Avantasia é claramente mais densa". No entanto, ele concluiu sua análise dizendo que "o que resta é um álbum decente de power metal sinfônico".
Jonathan Smith, da Sonic Perspectives, disse que "para um álbum que não é tanto um enigma estilístico, ele oferece uma variedade de hinos tão divertidos e variados que repetições frequentes são praticamente uma certeza" e encerrou chamando-o de "um álbum a não se perder".

## Faixas
| Faixas de The Enigma Birth |                                                 |                                 |         |  |
| N.º                        | Título                                          | Vocalista(s) convidado(s)(a)(s) | Duração |  |
| 1.                         | "The Enigma Birth" (O Nascimento Enigma)        | PelleK                          | 4:33    |  |
| 2.                         | "I Just Collapse" (Eu Simplesmente Sucumbo)     | Caterina Nix                    | 6:13    |  |
| 3.                         | "Memories" (Memórias)                           | Nix, Brittney Slayes            | 5:43    |  |
| 4.                         | "Master of Hell" (Mestre do Inferno)            | Raphael Mendes                  | 3:51    |  |
| 5.                         | "Beautiful Lie" (Bela Mentira)                  | James LaBrie                    | 3:51    |  |
| 6.                         | "Truth" (Verdade)                               | Jake E                          | 3:48    |  |
| 7.                         | "Another Day" (Outro Dia)                       | Marina La Torraca               | 5:04    |  |
| 8.                         | "Beauty and War" (Beleza e Guerra)              | Mendes                          | 5:17    |  |
| 9.                         | "Dreaming" (Sonhando)                           | Fabio Lione                     | 6:30    |  |
| 10.                        | "The Fire and the Sinner" (O Fogo e o Sonhador) | E, Slayes                       | 3:05    |  |
| 11.                        | "Time" (Tempo)                                  | Torraca                         | 5:58    |  |
| 12.                        | "Without Fear" (Sem Medo)                       | Lione                           | 4:50    |  |
| Duração total:             | Duração total:                                  | Duração total:                  | 58:43   |  |

## Créditos
Conforme fonte.
Instrumentistas
- Timo Tolkki (ex-Stratovarius, Symfonia, Revolution Renaissance) - guitarras
- Aldo Lonobile (Secret Sphere) - guitarras
- Federico Maraucci - guitarras adicionais
- Andrea Arcangeli (Concept, DGM) - baixo
- Antonio Agate (Secret Sphere) - teclados e orquestrações
- Marco Lazzarini (Secret Sphere) - bateria

Vocalistas
- James LaBrie (Dream Theater, MullMuzzler)
- Jake E (ex-Amaranthe, Cyhra)
- Brittney Hayes (Unleash the Archers)
- Raphael Mendes (ícone do pecado)
- Fabio Lione (ex- Labyrinth, ex-Vision Divine, ex-Rhapsody of Fire, Turilli / Lione Rhapsody, Angra, Eternal Idol)
- Caterina Nix (Chaos Magic)
- PelleK

Pessoal técnico
- Timo Tolkki & Aldo Lonobile - produção

## Paradas
| Parada (2021)                       | Maior colocação |
| ----------------------------------- | --------------- |
| Finlândia (Suomen virallinen lista) | 46              |
| Suíça (Schweizer Hitparade)         | 43              |